# (4440) Tchantchès
(4440) Tchantchès ist ein Hauptgürtelasteroid, der am 23. Dezember 1984 von François Dossin am Observatoire de Haute-Provence entdeckt wurde.
Der Asteroid wurde nach Tchantchès, einer Folklorefigur aus der Wallonischen Region, benannt.